# Hexatoma (Eriocera) alboguttata
Hexatoma (Eriocera) alboguttata is een tweevleugelige uit de familie steltmuggen (Limoniidae). De soort komt voor in het Palearctisch gebied.